# 이졸다 뒤하우크
이졸다 뒤하우크(Isolda Dychauk, 1993년 2월 4일 ~ )는 독일의 배우이다.

## 출연 작품
- 베아트리체 없는 보리스 (2016)
- 돌이킬 수 없는 (2013)
- 더 캡슐 (2012)
- 파우스트 (2011)